# Liste von böhmisch-mährischen Persönlichkeiten in Kaisersteinbruch
Diese Liste enthält böhmische und mährische Persönlichkeiten (vor 1690), ausgewählt wurden Bauberufe, vor allem Steinmetze, Maurer, Schmiede (der Steinmetz braucht einen guten Schmied) auch Steinführer,  die in den Kaisersteinbrucher Steinbrüchen mit dem dortigen harten Kalkstein gearbeitet haben (siehe auch Verwendung von Kaiserstein als Baumaterial). Viele sind über Generationen hier verblieben und wurden Untertanen der Herrschaft des Stiftes Heiligenkreuz. Die große Zahl an Taglöhnern und Hilfskräften wurde nicht berücksichtigt.

## Bauberufe

### Michael Pasquet
Michael Pasquet (* 1658 in Prag, Königreich Böhmen; † 23. April 1709 in Kaisersteinbruch, Westungarn, heute Burgenland) ein Steinmetz des Barock, der Vater Jacob Pasquet war Bürger von Prag. Die Architekten Francesco Caratti und Carlo Lurago bestimmten das Baugeschehen in Prag und Böhmen. Einige ihrer Mitarbeiter, besonders die königlichen Prager Hofsteinmetzmeister Francesco della Torre und Sohn Giovanni Pietro und Giovanni Battista Passerini waren mit dem Kayserlichen Steinbruch verbunden. Caratti selbst heiratete 1656 Veronica, Tochter des nobilitierten Kaisersteinbrucher Richters und Wiener Hofbildhauers Pietro Maino Maderno. Michael Pasquet absolvierte seine Ausbildung zum Steinmetz entweder, wie der gleich alte Pietro Torre in Kaisersteinbruch, oder doch in Prag, jedenfalls heiratete er am 9. April 1690 in der Kaisersteinbrucher Kirche die Jungfer Gertrude Marhardtin von Neufeld. Ein Zeuge war der Herr Richter und Hofsteinmetzmeister Ambrosius Ferrethi. Ihr Sohn Johann wurde auch Steinmetz.

### Martin Wolf
Martin Wolf (* 1665 in Jitschin, Königreich Böhmen; † 4. Mai 1707 in Kaisersteinbruch, Westungarn, heute Burgenland) ein Steinmetz des Barock, er arbeitete als Geselle in Kaisersteinbruch und verheiratete sich am 23. Jänner 1695 mit Jungfer Magdalena Kappin, die Trauzeugen waren Benedict Annon, Martin Trumler, Giovanni Battista Passerini und Ambrosius Ferrethi, alle 4 Magistri Comacini im Steinbruch. Mittels Kaufvertrag vom 30. April 1703 erwarb er das Haus des verstorbenen Benedict Annon, samt einem Garten und Krautgarten.

### Mathias Khaim
Mathias Khaim (* 1680 in Krumau, Mähren; † 16. April 1716 in Kaisersteinbruch) ein Steinmetz des Barock, am 4. September 1698 wurde der Lehrjunge Mathias vom Steinmetzmeister Johann Georg Wertmüller in Krumau zum Gesellen freigesprochen. In der Kaisersteinbrucher Kirche ehelichte er am  23. September 1703 die Jungfer Gertrude Redlin, Tochter des hiesigen Steinmetzen Mathias Redl. Trauzeugen waren Johann Georg Haresleben, Johann Wieser, Johann Baptist Kral und Andreas Sämmer, alle „deutsche“ Steinmetzmeister im Steinbruch.

### Johann Georg Kiesling
Johann Georg Kiesling (* in Böhmen; † nach 1731) ein Steinmetz des Barock, er arbeitete als Geselle in Kaisersteinbruch und heiratete am 22. November 1716 die Witwe Maria Anna Gruberin, von hier. Trauzeugen waren Franz Trumler, Steinmetzmeister und Joseph Herzog, Schuhmachermeister im Steinbruch. Am 2. April 1731 starb Anna Maria mit 30 Jahren, da hat Kiesling noch gelebt. Danach keine weiteren Daten.

### Johann Hauptmanneck
Johann Hauptmanneck (* 1689 in Horschowitz, Böhmen; † 23. Dezember 1759 in Kaisersteinbruch) ein Steinmetz des Barock, er arbeitete als Geselle in Kaisersteinbruch und heiratete hier am 19. Juli 1722 Gertraud Minkerlin, Witwe nach dem Steinmetzen Mathias Minkerl. Ein Trauzeuge war Steinmetzmeister Franz Trumler. Laut Kaufvertrag vom 28. Februar 1728 war ein Haus mit Garten an sie gekommen. Gertraud starb am 17. April 1754 mit 59 Jahren, in ihrer Inventur ist zu lesen: "Weillen dann nun der Wittiber Johannes Hauptmanneck ein alt erlebter Mann ist, und sich bei der Herrschaft erklärt, dass er sein Haus seinem Schwiegersohn Michael Weidbacher  übergeben werde. 1759 starb er mit 70 Jahren.

### Martin Peyerl
Martin Peyerl (* 1698 in Adamstadt, Böhmen; † 15. Dezember 1751 in Kaisersteinbruch) ein Steinmetz des Barock, arbeitete als Geselle in Kaisersteinbruch und heiratete am 16. November 1722 Jungfer Magdalena von hier, Tochter des Steinmetzgesellen Georg Sulzenauer. Martin starb 1751 mit 53 Jahren. Sohn Johann Georg Peyerl erlernte auch das Steinmetzhandwerk und ehelichte 1754 Catharina Tiefenbacherin, von Mannersdorf stammend. Tochter Catharina verheiratete sich 1776 dem Steinmetz Laurenz Pansipp, der von Hartberg in der Steiermark zugewandert war.

### Johann Georg Gerner
Johann Georg Gerner (* 1692 in Böhmen; † 17. Mai 1742 in Kaisersteinbruch) ein Steinmetz des Barock, er arbeitete als Geselle in Kaisersteinbruch und heiratete am 3. August 1727 Jungfer Catharina Rieffin, Tochter von Caspar und Margaretha Rieff von Gemünden am Main. Margaretha Rieffin, eine geborene Hügelin, Schwester der Steinmetzmeister Johann Gallus und Elias Hügel schickte ihre Tochter Catharina nach Kaisersteinbruch zu ihrem Herrn Onkel, dem Hofsteinmetzmeister.
Die Herrschaft Königshof hatte als Zeugen den Jäger Johann Georg Flaschütz und den Müllermeister Franz Gritsch entsandt. Bei ihrer Hochzeit in der Kaisersteinbrucher Kirche war Catharina 25, Georg 35 Jahre alt. Sie erwarben ein Haus mit Krautgarten, laut Dienstbuch das „Haus linker Hand am Weg, wo man vom Brunnen hinauf geht“, zuvor war Herr Richter Elias Hügel eingetragen. Catharina starb 1740 mit 38 Jahren. Johann Georg 1742. Ihr Sohn Martin Gerner erlernte das Steinmetzhandwerk.

### Joseph Götzell
Joseph Götzell (* 1702 in Johnsdorf, Bezirk Freudenthal; † 8. Oktober 1758 in Kaisersteinbruch) ein Steinmetz des Barock, er arbeitete als Geselle in Kaisersteinbruch und ehelichte am 21. September 1732 die Jungfer Catharina Wolfin, ihr Vater der Steinmetzgeselle Martin Wolf war vor 1695 von Jitschin in Böhmen zugewandert.

### Anton Richter
Anton Richter (* 1722 in Schurz, Kreis Trautenau, Žireč, Okres Trutnov, Böhmen; † 5. März 1757 in Kaisersteinbruch) Sohn eines Webers, wurde er ein Steinmetz des Barock und arbeitete als Geselle in Kaisersteinbruch. Er heiratete am 27. Jänner 1750 die Jungfer Theresia Zwöschingerin von Mannersdorf.
Als letzter Kaisersteinbrucher Steinmetzmeister (i. R.) wird Alois Richter bezeichnet, 1907 ebendort geboren und mit 93 Jahren in Kirchberg am Wechsel, Pfarrkirche St. Jakob gestorben.

### Johann Georg Peinrucker
Johann Georg Peinrucker (* 1746 in Plánn, Böhmen; † 23. Jänner 1803 in Kaisersteinbruch) Sohn eines Holzhändlers wurde er ein Steinmetz des Barock und arbeitete als Geselle in Kaisersteinbruch. Er ehelichte am 3. März 1778 die Jungfer Catharina Duschkin, ihr Vater war Bäcker in Bruck an der Leitha. Eine Tochter, Catharina, ist dokumentiert, die hohe Kindersterblichkeit lässt die Lebensbedingungen erahnen. Die Witwe starb 1836 mit 85 Jahren.

### Caspar Radschödl
Caspar Radschödl (* in Dobřichovice|Tobschitz, Dobschichowitz, Böhmen; † vor 1793 wahrscheinlich in Kaisersteinbruch) arbeitete als Fuhrmann (Steinführer) in Kaisersteinbruch, er heiratete am 6. Februar 1780 Jungfer Margaretha Miespauerin, Magd hier, ihre Eltern waren einst von Linden/Lipa in Böhmen nach Kaisersteinbruch zugewandert. 1784 starb Margaretha, eine zweite Ehe mit Winklerin Catharina, durch eine Grundbuchseintragung von 1793 wurde Caspars Tod dokumentiert: Haus mit Garten, zuvor mit dem Ehewirten Caspar Radschödl  gemeinsam, nach seinem Tod durch Erbschaft an sich gebracht.

### Simon Schütz
Simon Schütz (* 1754 in Böhmen; † 27. Mai 1809 in Kaisersteinbruch) Maurer in Kaisersteinbruch, ehelichte Theresia Wiltschekin (nicht im Steinbruch, möglich in Böhmen?), im Steinbruch wurden ihre Kinder geboren, ab 1789 Tochter Rosina, Simon starb mit 55 Jahren an den Fraisen.

### Jacob Koresch
Koresch Jacob (* 1788 in Wittingau in Böhmen; † 6. Juni 1849 in Kaisersteinbruch) Der erste „Koresch“ in Kaisersteinbruch, diese Familie ist bis in die Gegenwart im Ort ansässig. Er arbeitete als Steinmetzgeselle und heiratete am 30. Oktober 1820 Antonia Schreyerin, Tochter des Steinmetzgesellen Michael Schreyer und Frau Theresia. Ein Trauzeuge war Meister Mathias Drexler. Im Grundbuch 1821 sind beide mit einem Haus eingetragen Jacob wurde Kirchendiener und starb mit 62 Jahren.

### Johann Krasny
Johann Krasny (* 1800 in Pilsen, Böhmen; † 29. Mai 1864 in Kaisersteinbruch) war ein böhmisch-österreichischer Steinmetzmeister und Bildhauer des Historismus.

### Petrus Chlupsa
Petrus Chlupsa  (* 1814 in Pilsen, Böhmen; † keine Angaben) Sohn eines Tagelöhners in Pilsen, die Mutter eine geborene Bauvea, wurde er ein böhmisch-österreichischer Steinmetz. Er heiratete in der Kaisersteinbrucher Kirche am 16. Februar 1841 die Jungfer Aloisia Francisca Josepha de Schlegelberg von Komotau in Böhmen, anwesend die Mutter, Ehegattin des Karl Ferdinand de Schlegelberg, Emilia, geborene Baronin Morgenstern, von Grünberg in Preußisch Schlesien. Das Kaisersteinbrucher Steinmetzhandwerk war durch die hiesigen Meister Franz Pansipp und Joseph Winkler vertreten.
Emilia Schlegelberg, Witwe, eine geborene Baronin Morgenstern, starb in Kaisersteinbruch am 26. Jänner 1858 mit 74 Jahren an Altersschwäche. Eine Schwester der Aloisia Francisca Josepha, Emilia Schlegelberg von Kuttenberg in Böhmen befand sich bereits früher in Kaisersteinbruch und brachte am 29. März 1839 ihre Tochter Henriette zur Welt. Sie selbst lebte hier im Steinbruch und verstarb am 27. November 1901 mit 92 Jahren an Entkräftung.

### Martin Novak
Martin Novak (* 1807 in Kukle/Malá Chuchla, Prager Bezirk, Böhmen; † 10. November 1848 in Kaisersteinbruch) war ein böhmisch-österreichischer Steinmetz, er arbeitete als Geselle in Kaisersteinbruch, hatte Anna N.N. geheiratet und am 7. April 1845 wurde Tochter Anna mit 10 Tagen zu Grabe getragen. 1.Maria Novak von Písek in Böhmen arbeitete als Taglöhnerin im Kaisersteinbrucher Krukenfellner-Steinbruch, sie starb 1874 mit 64 Jahren. 2.Maria Novak auch von Pisek in Böhmen arbeitete im Steinbruch von Steinmetzmeister Franz Winkler, Sohn Johann wurde 1881 in Kaisersteinbruch geboren, 1908 heiratete er in Wien. 3.Maria Novak von Königseck in Böhmen arbeitete als Taglöhnerin im Waldbruch, Sohn Franz wurde 1891 geboren.

### Andreas Marschalek
Andreas Marschalek  (* in Neutitschein, Mähren; † vor dem 18. März 1867 möglich ist Kaisersteinbruch) die Eltern waren Inwohner in Neutitschein, er arbeitete als Maurer in Kaisersteinbruch und ehelichte am 23. November 1851 Anna Krausin, 31-jährig, Tochter des Steinmetzgesellen Martin Kraus und Frau Anna. Am 18. März 1867 starb die Witwe (!) Anna mit 47 Jahren an TBC.

### Joseph Danek
Joseph Danek (* 1832 in Čimelitz, Bezirk Pisek in Böhmen) arbeitete als Schmied in Kaisersteinbruch und ehelichte am 2. März 1862 die Jungfer Francisca Buchta, eine Taglöhnerin von Pustimer, Wollein, Böhmen, jetzt im Steinbruch, Tochter eines Schmiedes.

### Joseph Travnicek
Joseph Travnicek (* 1832 in Vratisowa, Bezirk Tabor in Böhmen) war ein böhmisch-österreichischer Steinmetz, der Geselle in Kaisersteinbruch heiratete am 22. November 1863 Frau Antonia Wachtlerin, geborene Schreyer, Witwe nach dem Steinmetz Jacob Wachtler, er war 31, sie 67 Jahre alt. In erster Ehe war sie 1820 mit dem Steinmetz Jacob Koresch verheiratet. Dieser war von Wittingau in die Steinbrüche von Kaisersteinbruch zugezogen.

### Ignaz Kouba
Ignaz Kouba (* 1837 in Protiwin, Okres Písek in Böhmen; † 6. Oktober 1917 in Kaisersteinbruch) der Vater war Maurer, er arbeitete als Steinmetzgeselle und heiratete am 10. September 1865 Jungfer Theresia Gregor, 24 Jahre alt, von Deutsch Pustimer, Mähren. Ein Trauzeuge war Adalbert Koresch, Schuhmachermeister. Theresia starb 1877, er verheiratete sich mit Frau Katharina Pesek, sie arbeitete als Taglöhnerin im Steinbruch von Steinmetzmeister Ferdinand Krukenfellner  in Kaisersteinbruch, und war Witwe nach Franz Pesek, von Neudorf in Böhmen.

### Johann Baptist Babuschik
Johann Baptist Babuschik (* 1840 in Klobouk, Mähren) der Vater war ein Bäcker in Klobouk, er arbeitete als Schmied in Kaisersteinbruch und heiratete mit 28 Jahren am 15. November 1868 Maria Swoboda, 24-jährig, eine Taglöhnerin bei Steinmetzmeister Johann Krasny, ein Trauzeuge war der Schmiedemeister Georg Grüsser.

### Franz Edl
Franz Edl (* 1828 in Děčín (Tetschen), Böhmen; † 21. März 1897 in Kaisersteinbruch) seine Eltern waren Nicolai Edl, Hirte in Děčín, und Frau Magdalena. Er arbeitete als Steinmetzgeselle in Kaisersteinbruch und ehelichte am 22. November 1868 die ledige Katharina Kraus. Im Armeninstitut Armeninstituts-Journal ist zu lesen: Für eine Fahrt nach Preßburg dem armen kranken alten Franz Edl ausgezahlt im Spital 3 fl 70 kr.

### Johann Mikschofsky
Johann Mikschofsky (* 1830 in  Moldau Tein, Bezirk Budweis in Böhmen; † 3. Mai 1895 in Kaisersteinbruch) arbeitete als Steinmetzgeselle in Kaisersteinbruch und ehelichte am 10. Jänner 1869 Frau Maria Prochaska, geborene Weber. Maria starb 1881 mit 42 Jahren, der Witwer, 51-jährig, ehelichte am 4. Oktober 1885 Anna Hronek, in Bruck an der Leitha geboren, Magd bei Steinmetzmeister Ferdinand Krukenfellner.

### Joseph Stetka
Joseph Stetka (* 1863 in Male Sulepy, Böhmen) arbeitete als Steinmetzgeselle beim Meister Ferdinand Krukenfellner in Kaisersteinbruch und heiratete mit 24 Jahren am 8. Mai 1887 Anna Pipal, Taglöhnerin im Steinbruch, von Jois, 30 Jahre. Die Zeugen waren Johann Schindelar und Ignaz Kouba Ignaz, beide Steinmetzgesellen bei Meister Krukenfellner.